# Russell Metty

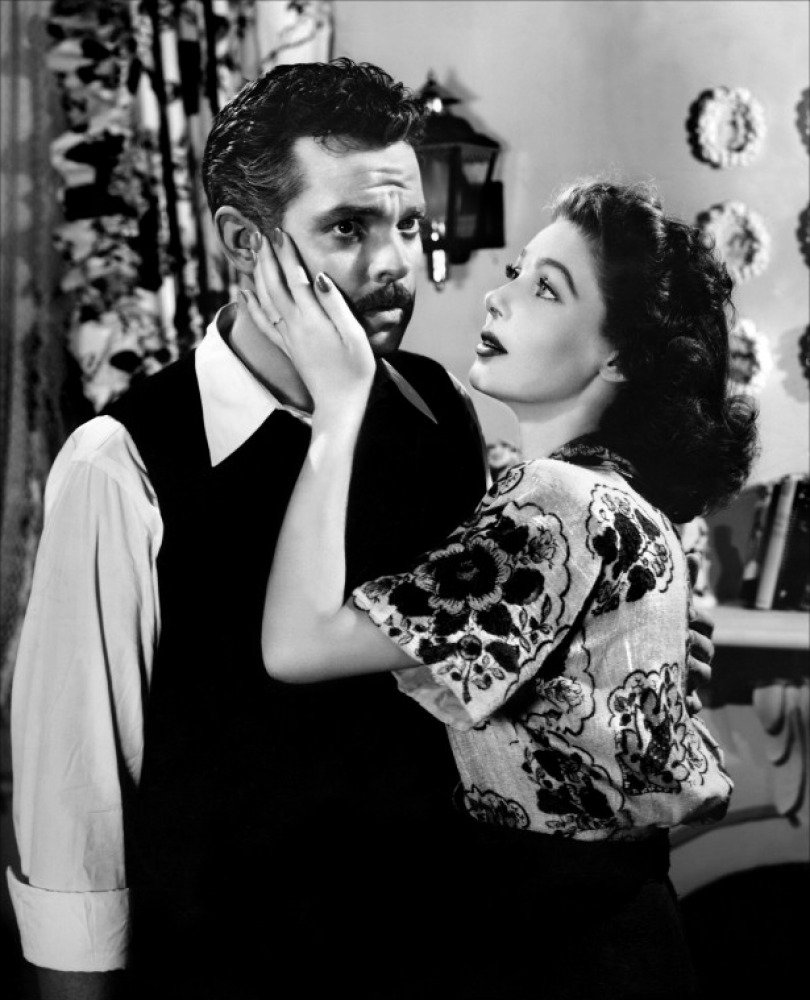
Orson Welles et Loretta Young, dans Le Criminel (1946)

Russell Metty (parfois crédité Russell L. Metty), né le 20 septembre 1906 à Los Angeles (Californie), ville où il est mort (quartier de Canoga Park) le 28 avril 1978, est un directeur de la photographie américain, membre de l'ASC.

## Biographie
Russell Metty débute au cinéma en 1931 ; d'abord premier assistant opérateur, puis cadreur, il devient chef opérateur en 1934. Il contribue en tout à plus de 150 films américains, jusqu'en 1974.
Parmi les réalisateurs avec lesquels il travaille, mentionnons John Huston (ex. : Les Désaxés en 1961, avec Clark Gable, Marilyn Monroe, Montgomery Clift), Stanley Kubrick (Spartacus en 1960, avec Kirk Douglas, Jean Simmons), George Sherman (ex. : À l'abordage en 1952, avec Errol Flynn, Maureen O'Hara) et Orson Welles (ex. : Le Criminel en 1946, avec Loretta Young, Orson Welles), entre autres. Mais surtout, il collabore avec Douglas Sirk sur dix films, entre 1953 et 1959 (ex. : Le Secret magnifique en 1954, avec Jane Wyman, Rock Hudson).
Spartacus de Kubrick lui permet de gagner l'Oscar de la meilleure photographie (il aura une autre nomination) en 1961.   
Également, Russell Metty est directeur de la photographie pour la télévision, sur des séries (en particulier, Columbo) et téléfilms, entre 1958 et 1977.

## Filmographie partielle
Comme directeur de la photographie, sauf mention contraire

### Au cinéma
- 1931 : The Public Defender de J. Walter Ruben (premier assistant opérateur, non crédité)
- 1932 : L'Âme du ghetto (Symphony of Six Million) de Gregory La Cava (cadreur, non crédité)
- 1934 : West of the Pecos de Phil Rosen
- 1936 : Night Waitress de Lew Landers
- 1937 : Forty Naughty Girls d'Edward F. Cline
- 1938 : L'Impossible Monsieur Bébé (Bringing up Baby) de Howard Hawks
- 1938 : Ah ! ces vedettes ! (The Affairs of Annabel) de Benjamin Stoloff
- 1939 : That's Right - You're Wrong de David Butler
- 1940 : No, No, Nanette de Herbert Wilcox
- 1940 : Chantez, dansez, mes belles ! (Dance, Girl, Dance) de Dorothy Arzner
- 1940 : Irène (Irene) de Herbert Wilcox
- 1941 : Son patron et son matelot (A Girl, a Guy and a Gob) de Richard Wallace
- 1941 : Mardi gras (Sunny) de Herbert Wilcox
- 1941 : Citizen Kane d'Orson Welles (consultant spécial, non crédité)
- 1942 : Jeanne de Paris (Joan of Paris) de Robert Stevenson
- 1942 : La Splendeur des Amberson (The Magnificent Ambersons) d'Orson Welles (scènes additionnelles, non crédité)
- 1943 : Les Enfants d'Hitler (Hitler's Children) d'Edward Dmytryk
- 1943 : Face au soleil levant (Behind the rising Sun) d'Edward Dmytryk
- 1943 : La Musique en folie (Around the World) d'Allan Dwan
- 1943 : Tender Comrade d'Edward Dmytryk
- 1944 : Sérénade américaine (Music in Manhattan) de John H. Auer
- 1944 : Sept Jours à terre (Seven Days Ashore)
- 1945 : Trahison japonaise (Betrayal from the East) de William Berke
- 1945 : Oublions le passé (Pardon My Past) de Leslie Fenton
- 1945 : Les Forçats de la gloire (The Story of G.I. Joe) de William A. Wellman
- 1946 : Tragique Rendez-vous (Whistle Stop) de Léonide Moguy
- 1946 : Le Criminel (The Stranger) d'Orson Welles
- 1947 : Bel-Ami (The Private Affairs of Bel Ami) d'Albert Lewin
- 1947 : Le Crime de madame Lexton (Ivy) de Sam Wood
- 1947 : Et tournent les chevaux de bois (Ride the Pink Horse) de Robert Montgomery
- 1948 : Vengeance de femme (A Woman's Vengeance) de Zoltan Korda
- 1948 : Arc de Triomphe (Arch of Triumph) de Lewis Milestone
- 1948 : Ils étaient tous mes fils (All my Sons) d'Irving Reis
- 1948 : L'Extravagante Mlle Dee (You gotta stay happy) d'Henry C. Potter
- 1948 : Les Amants traqués (Kiss the Blood Off My Hands) de Norman Foster
- 1948 : Monsieur Peabody et la Sirène (Mr. Peabody and the Mermaid) d'Irving Pichel
- 1949 : Les Insurgés (We were Strangers) de John Huston
- 1949 : Une femme joue son bonheur (The Lady Gambles) de Michael Gordon
- 1950 : L'Aigle du désert (The Desert Hawk) de Frederick de Cordova
- 1950 : La Fille des boucaniers (Buccaneer's Girl) de Frederick de Cordova
- 1950 : Sierra d'Alfred E. Green
- 1951 : La Princesse de Samarcande (The Golden Horde) de George Sherman
- 1951 : Katie Did It de Frederick de Cordova
- 1951 : La Quatrième Issue (The Raging Tide')' de George Sherman
- 1951 : Les Frères Barberousse (Flame of Araby) de Charles Lamont
- 1951 : Deux GI en vadrouille (Up Front) d'Alexander Hall
- 1952 : Une fille à bagarres (Scarlet Angel) de Sidney Salkow
- 1952 : Sans ton amour (Because of You) de Joseph Pevney
- 1952 : Le monde lui appartient (The World in his Arms) de Raoul Walsh
- 1952 : À l'abordage (Against all Flags) de George Sherman
- 1953 : L'Expédition du Fort King (Seminole) de Budd Boetticher
- 1953 : Take Me to Town de Douglas Sirk
- 1953 : Le Prince de Bagdad (The Veils of Bagdad) de George Sherman
- 1954 : Taza, fils de Cochise (Taza, Son of Cochise) de Douglas Sirk
- 1954 : Le Secret magnifique (Magnificent Obsession) de Douglas Sirk
- 1954 : Quatre Tueurs et une fille (Four Guns to the Border) de Richard Carlson
- 1954 : Le Signe du païen (Sign of the Pagan) de Douglas Sirk
- 1954 : Alibi meurtrier (Naked Alibi) de Jerry Hopper
- 1955 : L'Homme qui n'a pas d'étoile (Man without a Star) de King Vidor
- 1955 : Tornade sur la ville (The Man from Bitter Ridge) de Jack Arnold
- 1955 : Tout ce que le ciel permet (All that Heaven allows) de Douglas Sirk
- 1956 : Demain est un autre jour (There's always Tomorrow) de Douglas Sirk
- 1956 : Immortel Amour de Rudolph Maté
- 1956 : Intrigue au Congo  (Congo Crossing) de Joseph Pevney
- 1956 : Écrit sur du vent (Written on the Wind) de Douglas Sirk
- 1957 : L'Extravagant Monsieur Cory (Mister Cory) de Blake Edwards
- 1957 : Les Ailes de l'espérance (Battle Hymn) de Douglas Sirk
- 1957 : Rendez-vous avec une ombre (The Midnight Story) de Joseph Pevney
- 1957 : L'Homme aux mille visages (Man of a Thousand Faces) de Joseph Pevney
- 1958 : La Soif du mal (Touch of Evil) d'Orson Welles
- 1958 : Le Temps d'aimer et le Temps de mourir (A Time to love and a Time to die) de Douglas Sirk
- 1959 : Cette terre qui est mienne (This Earth is Mine) d'Henry King
- 1959 : Mirage de la vie (Imitation of Life) de Douglas Sirk
- 1960 : Spartacus de Stanley Kubrick
- 1960 : Piège à minuit (Midnight Lace) de David Miller
- 1961 : Les Désaxés (The Misfits) de John Huston
- 1961 : Par l'amour possédé (By Love possessed) de John Sturges
- 1961 : Flower Drum Song d'Henry Koster
- 1962 : Un soupçon de vison (That Touch of Mink) de Delbert Mann
- 1963 : Le Piment de la vie (The Thrill of it all) de Norman Jewison
- 1965 : Le Seigneur de la guerre (The War Lord) de Franklin J. Schaffner
- 1966 : L'Homme de la Sierra (The Appaloosa) de Sidney J. Furie
- 1967 : Millie (Thoroughly Modern Millie) de George Roy Hill
- 1967 : Violence à Jericho (Rough Night in Jericho) d'Arnold Laven
- 1968 : Police sur la ville (Madigan) de Don Siegel
- 1969 : Les Griffes de la peur (Eye of the Cat) de David Lowell Rich
- 1970 : How Do I Love Thee? de Michael Gordon
- 1971 : Le Survivant (The Omega Man) de Boris Sagal
- 1972 : Cancel My Reservation de Paul Bogart
- 1974 : Il était une fois à Hollywood (That's Entertainment !) de Jack Haley Jr.

### À la télévision
- 1971 : Série Columbo, Saison 1 :
  - Épisode 1, Le Livre témoin (Murder by the Book) de Steven Spielberg
  - Épisode 2, Faux témoin (Death lends a Hand) de Bernard Kowalski
  - Épisode 3, Poids mort (Dead Weight) de Jack Smight
  - Épisode 4, Plein cadre (Suitable for Framing) d'Hy Averback
  - Épisode 5, Attente (Lady in Waiting) de Norman Lloyd
- 1972-1975 : Série La Famille des collines (The Waltons), Saisons 1 à 3, 57 épisodes
- 1973 : La Dernière Enquête (Brock's Last Case), téléfilm de David Lowell Rich

## Récompense
- 1961 : Oscar de la meilleure photographie, catégorie couleur, pour Spartacus.